# Lusi Ajjub
Lusi Ajjub (heb. לוסי איוב, arab. ايوب لوسي, ang. Lucy Ayoub; ur. w czerwcu 1992 w Hajfie) – izraelska prezenterka telewizyjna i radiowa oraz poetka. Ajjub była współprowadzącą 64. Konkursu Piosenki Eurowizji w 2019